# Francisco Asenjo Barbieri
Francisco Asenjo Barbieri (Madrid, 3 agosto 1823 – Madrid, 19 febbraio 1894) è stato un compositore e musicista spagnolo; era noto come compositore della popolare forma d'opera spagnola, la zarzuela. Le sue opere comprendono: El barberillo de Lavapiés, Jugar con fuego, Pan y toros, Don Quijote, Los diamantes de la corona e El Diablo en el poder.

## Biografia
Nacque e morì a Madrid, opportunamente, dato che i temi dei personaggi delle sue opere sono spesso spiccatamente spagnoli e madrileni. Tra i personaggi rappresentati da Barbieri ci sono toreri, manolos e manolas e anche (in Pan y toros) il famoso pittore spagnolo Francisco Goya.
Il personaggio di gran parte del lavoro di Barbieri è farsesco, utilizza identità errate e altri espedienti per intrattenere il pubblico. I suoi temi trattano in gran parte i dettagli dell'amore e le relazioni tra le classi superiori e inferiori nella Spagna del XIX secolo, ma c'è anche un carattere politico distinto in gran parte del suo lavoro. Le zarzuela El barberillo de Lavapiés e Pan y toros contengono entrambe complotti per rovesciare il governo.
Oltre alle sue composizioni, Barbieri era anche un musicista affermato. È stato il fondatore di La España Musical, una società per la promozione dell'operetta spagnola, e della Società per la musica orchestrale.